# Люблінський повіт
Люблінський повіт (пол. powiat lubelski) — один з 20 земських повітів Люблінського воєводства Польщі.
Утворений 1 січня 1999 року в результаті адміністративної реформи.

## Загальні дані
Повіт знаходиться у західній та центральній частині воєводства.
Адміністративний центр — місто Люблін.
Станом на 1.01.2008 населення становить 142 662 осіб, площа 1679,54 км².

## Демографія
Демографічні дані повіту станом на 30.06.2005:
|       | Всього  | Всього | Жінки  | Жінки | Чоловіки | Чоловіки |
| ----- | ------- | ------ | ------ | ----- | -------- | -------- |
|       | осіб    | %      | осіб   | %     | осіб     | %        |
| Повіт | 139 429 | 100    | 71 085 | 51    | 68 344   | 49       |
| Міста | 12 388  | 100    | 6421   | 51,8  | 5967     | 48,2     |
| Села  | 127 041 | 100    | 64 664 | 50,9  | 62 377   | 49,1     |